# Mistrzostwa Polski w Boksie 1985
56. Mistrzostwa Polski w boksie mężczyzn odbyły się w dniach 15-22 września 1985 roku we Wrocławiu.

## Medaliści
| Kategoria:                        | Złoto:                                     | Srebro:                                   | Brąz:                                                                        |
| waga papierowa (do 48 kg)         | Ryszard Majdański (Stal-Stocznia Szczecin) | Janusz Szamp (Stoczniowiec Gdańsk)        | Bogdan Jendrysik (Górnik Wesoła) Sławomir Miedziński (Gwardia Warszawa)      |
| waga musza (do 51 kg)             | Mirosław Kliś (Górnik Knurów)              | Ryszard Majka (Turów Zgorzelec)           | Krzysztof Lipkowski (Górnik Sosnowiec) Juliusz Sobczak (GKS Jastrzębie)      |
| waga kogucia (do 54 kg)           | Sławomir Zapart (Błękitni Kielce)          | Sławomir Żeromiński (Broń Radom)          | Zbyszko Krzyżański (Olimpia Poznań) Sławomir Łukasik (Igloopol Dębica)       |
| waga piórkowa (do 57 kg)          | Krzysztof Kosedowski (Legia Warszawa)      | Tomasz Nowak (GKS Jastrzębie)             | Mirosław Warchoł (Gwardia Warszawa) Józef Wieluński (Wybrzeże Gdańsk)        |
| waga lekka (do 60 kg)             | Grzegorz Jabłoński (GKS Jastrzębie)        | Piotr Marcinkowski (Gwardia Warszawa)     | Krzysztof Kikowski (Zawisza Bydgoszcz) Janusz Ołdak (Gwardia Wrocław)        |
| waga lekkopółśrednia (do 63,5 kg) | Dariusz Czernij (Wisła Kraków)             | Bogdan Gajda (Legia Warszawa)             | Tomasz Duda (Gwardia Warszawa) Henryk Rychłowski (Stoczniowiec Gdańsk)       |
| waga półśrednia (do 67 kg)        | Kazimierz Szczerba (Legia Warszawa)        | Mirosław Piotrowski (Zawisza Bydgoszcz)   | Czesław Sławiński (Gwardia Warszawa) Leszek Wardzała (Turów Zgorzelec)       |
| waga lekkośrednia (do 71 kg)      | Leszek Czarny (Gwardia Wrocław)            | Jarosław Margas (Czarni Słupsk)           | Andrzej Krysiak (Igloopol Dębica) Mirosław Kuźma (Zawisza Bydgoszcz)         |
| waga średnia (do 75 kg)           | Henryk Petrich (Legia Warszawa)            | Waldemar Jańczur (Stal-Stocznia Szczecin) | Jerzy Jędruszko (Gwardia Białystok) Wojciech Pawłowski (Mazur Ełk)           |
| waga półciężka (do 81 kg)         | Zygmunt Gosiewski (niestowarzyszony)       | Grzegorz Pracki (Legia Warszawa)          | Marek Ejsmont (Igloopol Dębica) Stanisław Łakomiec (Błękitni Kielce)         |
| waga ciężka (do 91 kg)            | Wiesław Dyła (Górnik Sosnowiec)            | Paweł Skrzecz (Gwardia Warszawa)          | Janusz Czerniszewski (Legia Warszawa) Czesław Jagiełło (Igloopol Dębica)     |
| waga superciężka (powyżej 91 kg)  | Marek Pałucki (Czarni Słupsk)              | Janusz Zarenkiewicz (Zagłębie Lubin)      | Ryszard Jarmoluk (Stal Gorzów Wielkopolski) Leszek Rybiński (GKS Jastrzębie) |